# Герб Пронского района
Герб «муниципального образования — Про́нский муниципальный район Рязанской области» Российской Федерации — опознавательно-правовой знак, является официальным символом муниципального образования — Пронский муниципальный район Рязанской области, единства его территории, населения, прав органов местного самоуправления, его достоинства, исторического и административного значения.
Герб утверждён решением Пронской районной Думы Рязанской области № 48 от 27 марта 1997 года.
Герб внесён в Государственный геральдический регистр под регистрационным номером 218.

## Описание герба
«Герб Пронского муниципального района представляет собой геральдический щит с соотношением основания к высоте равным 8:9. На нем в серебряном поле зелёный, с золотым стволом дуб на зелёном холме. Позади холма — лазоревая (голубая) оконечность леса в виде древесных крон. В золотой левой вольной части со скруглённым углом — старинная зелёная княжеская шапка с чёрной собольей опушкой, над которой золотое украшение („городок“) с жемчужиной. Щит увенчан муниципальной короной установленного образца».— Положение о гербе от 29 августа 2011 года

## История герба

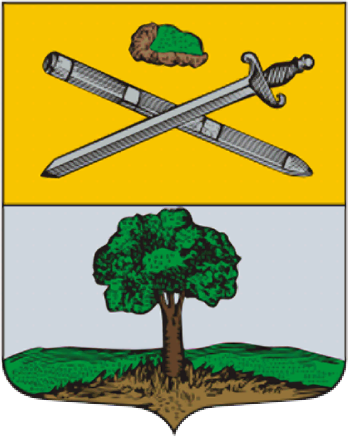
Исторический герб Пронска (1779 год)

27 марта 1997 года решением Пронской районной Думы был утверждён герб Пронского района, который был создан на основе исторического герба Пронска : «Герб Пронского района представляет собой геральдический щит с соотношением основания к высоте равным 8:9, горизонтально разделённый на две почти равные части. В верхней части в золотом (жёлтом) поле в знак административной принадлежности Пронского района к Рязанской области помещена часть Рязанского герба: положение накрест серебряный меч и темные (черные) ножны, а над ними старинная зелёная княжеская шапка, отороченная черным мехом и обращённая вправо. В нижней части в серебряном (белом или светло-сером) поле посередине помещён большой старый дуб, стоящий на взгорке, поросшем зелёной травой. Дуб означает прежнее изобилие района в лесах. На заднем плане за дубом голубоватая лесная даль».
Таким образом был восстановлен герб Пронска 1779 года, но без рязанской верхней части, в качестве официального символа Пронского района. Автором реконструкции и рисунка герба района был художником М. Шелковенко.
31 июля 1997 года Решением Пронской районной Думы от № 77 Положение о гербе района было изменено и стало более геральдическим: «Герб Пронского района представляет собой герольдический щит с соотношением основания к высоте равным 8:9. На нем в серебряном поле зеленый, с золотым стволом дуб на зеленом холме. Позади холма — лазоревая (синяя, голубая) оконечность леса в виде древесных крон». В таком виде описание герба вошло в Устав Пронского района (глава 5).
29 августа 2011 года Решением Пронской районной Думы были внесены изменения в описание герба.